# Valdahon
Valdahon település Franciaországban, Doubs megyében. Lakosainak száma 5715 fő (2022. január 1.). Valdahon Étray, Chevigney-lès-Vercel, Épenoy, Étalans, Fallerans és Vercel-Villedieu-le-Camp községekkel határos.

## Népesség
A település népessége az elmúlt években az alábbi módon változott:
| Lakosok száma | 2252 | 3242 | 3534 | 4728 | 5213 | 5474 | 5595 | 5748 | 5734 | 5715 |
|               | 1968 | 1982 | 1990 | 2006 | 2013 | 2015 | 2017 | 2019 | 2020 | 2022 |